# Lane MacDermid
Lane Phillip MacDermid (* 25. August 1989 in Hartford, Connecticut) ist ein ehemaliger US-amerikanisch-kanadischer Eishockeyspieler, der während seiner aktiven Karriere zwischen 2006 und 2014 unter anderem für die Boston Bruins, Dallas Stars und Calgary Flames in der National Hockey League auf der Position des linken Flügelstürmers gespielt hat.

## Karriere
MacDermid wurde in Hartford im US-Bundesstaat Connecticut geboren, während sein Vater Paul MacDermid bei den Hartford Whalers aus der National Hockey League unter Vertrag stand, wuchs aber in Sauble Beach in der kanadischen Provinz Ontario auf. Ab dem Beginn der Saison 2006/07 bis zum Dezember 2008 war der Stürmer für die Owen Sound Attack in der Ontario Hockey League aktiv und wechselte im Verlauf der Spielzeit 2008/09 zum Ligakonkurrenten Windsor Spitfires. Mit dem Team, für das bereits sein Vater gespielt hatte, gewann er am Saisonende die Meisterschaft der OHL und konnte im Anschluss auch den prestigeträchtigen Memorial Cup erringen.
Nachdem MacDermid, der den Spielertyp eines Power Forwards und Enforcers repräsentierte, im NHL Entry Draft 2009 in der vierten Runde an 112. Stelle von den Boston Bruins ausgewählt worden war, nahmen ihn diese im Oktober 2009 unter Vertrag. Sie setzten den Stürmer in den folgenden vier Jahren hauptsächlich in ihrem Farmteam, den Providence Bruins, in der American Hockey League ein. Erst im Verlauf der Saison 2011/12 feierte der Kanadier sein NHL-Debüt, konnte sich aber nicht dauerhaft auf diesem Niveau durchsetzen. Im April 2013 wurde MacDermid mit Cody Payne und einem Erstrunden-Wahlrecht im NHL Entry Draft 2013 zum Ligakonkurrenten Dallas Stars transferiert, die im Gegenzug Jaromír Jágr nach Boston abgaben.
Bei den Texanern gehörte MacDermid für den Rest der Saison 2012/13 sowie zum Start der Spielzeit 2013/14 zum Stammkader. Da er in den ersten beiden Monaten des neuen Spieljahres aber nur zu sechs Einsätzen kam, gaben ihn die Stars im November 2013 im Tausch für ein Sechstrunden-Wahlrecht im NHL Entry Draft 2014 an die Calgary Flames ab. Diese schickten ihn umgehend in ihr AHL-Farmteam, die Abbotsford Heat. Im Saisonverlauf gab der linke Flügelstürmer aber auch sein Debüt für Calgary.
Im Februar 2014 wurde MacDermid schließlich von den Abbotsford Heat suspendiert, nachdem er im Anschluss an die Spielpause durch das AHL All-Star Classic nicht zum Team zurückgekehrt war. Nur eine Woche später verkündete MacDermid, sich vom aktiven Eishockeysport zurückzuziehen. Als Begründung führte der zu diesem Zeitpunkt erst 24-Jährige an, seine Leidenschaft für den Sport verloren zu haben.

## Erfolge und Auszeichnungen
- 2009 J.-Ross-Robertson-Cup-Gewinn mit den Windsor Spitfires
- 2009 Memorial-Cup-Gewinn mit den Windsor Spitfires

## Karrierestatistik
(Legende zur Spielerstatistik: Sp oder GP = absolvierte Spiele; T oder G = erzielte Tore; V oder A = erzielte Assists; Pkt oder Pts = erzielte Scorerpunkte; SM oder PIM = erhaltene Strafminuten; +/− = Plus/Minus-Bilanz; PP = erzielte Überzahltore; SH = erzielte Unterzahltore; GW = erzielte Siegtore; 1 Play-downs/Relegation; Kursiv: Statistik nicht vollständig)

## Familie
Sein Vater Paul MacDermid war ebenfalls Eishockeyspieler und absolvierte über 700 Spiele in der NHL. Ferner spielt sein Bruder Kurtis MacDermid seit 2017 ebenfalls in der NHL.